# El brigadista
Pour plus de détails, voir Fiche technique et Distribution.
El brigadista est un film cubain réalisé par Octavio Cortázar, sorti en 1978.

## Synopsis
Des étudiants de La Havane s'engagent comme volontaires pour aller apprendre à lire et à écrire aux habitants de zones rurales dans lesquelles des escouades combattent encore la Révolution cubaine.

## Fiche technique
- Titre : El brigadista
- Réalisation : Octavio Cortázar
- Scénario : Octavio Cortázar et Luis Rogelio Nogueras
- Musique : Sergio Vitier
- Photographie : Pablo Martínez
- Montage : Roberto Bravo
- Production : Sergio San Pedro
- Société de production : Instituto Cubano del Arte e Industrias Cinematográficos
- Pays :  Cuba
- Genre : Drame
- Durée : 113 minutes
- Dates de sortie : 
  -  Allemagne de l'Ouest : février 1978 (Berlinale)

## Distribution
- Patricio Wood
- Salvador Wood
- René de la Cruz
- Luis Alberto Ramírez
- Mario Balmaseda
- Luis Rielo
- Elier Amat
- Maribel Rodríguez
- Javier González
- Adela Legrá
- Mario Limonta
- Tony Delgado
- Elsa Gay
- Lázaro Núñez
- Miriam Learra
- Luis Otano
- Ángel Vázquez
- Héctor Echemendia
- Alfredo Perojo
- Iván Pérez Bonachea
- Rodolfo Castro
- José Redondo
- Carlos Perpent
- Alberto Gómez
- Narciso Tequila
- Antonio Arroyo
- Manuel Pijuán
- Ramón Rodríguez

## Distinctions
Le film a été présenté en sélection officielle en compétition lors de Berlinale 1978.